# Epina
Epina là một chi bướm đêm thuộc họ Crambidae.

## Species
- Epina alleni (Fernald, 1888)
- Epina dichromella (Walker, 1866)